# Paul Walden
Paul Walden (łot.: Pauls Valdens; ur. 14 lipca 1863 w Rosenbeck koło Rygi, Imperium Rosyjskie, obecnie Łotwa, zm. 24 stycznia 1957 Gammertingen, RFN (Wirtembergia)) – chemik niemiecki.
Od 1894 profesor, m.in. politechniki w Rydze, laboratorium chemicznego Petersburskiej Akademii Nauk (również dyrektor od 1911). Po rewolucji październikowej wyjechał do Niemiec. W latach (1919-1934) profesor Uniwersytetu w Rostocku, od 1947 w Tybindze. Od 1910 członek Petersburskiej Akademii Nauk.
Najważniejsze prace dotyczyły stereochemii (1895 odkrył zmianę konfiguracji związków organicznych, tzw. inwersja Waldena), elektrochemii, historii chemii.
W latach (1887-1888) odkrył zależność między przewodnictwem elektrycznych wodnych roztworów soli a ich ciężarem cząsteczkowym oraz izometrii optycznej.